# Creative Commons
 For alternative betydninger, se CC.
Creative Commons (som direkte oversat betyder "kreativ fælled", men i overført betydning er en betegnelse for kreative fælles ressourcer) er en organisation, hvis mål er at udvide spektret af fri kultur ved at gøre flere kreative værker legalt tilgængelige til deling og modifikation.
Creative Commons har blandt andet stillet en række copyleft-licenser til rådighed, der forsøger at definere spektret mellem traditionel ophavsret og public domain (fri benyttelse).

## Elementer
En Creative Commons-licens kan have følgende elementer:
"Navngivelse" (BY)
Dette element betyder at ophavsmanden har krav på at blive krediteret på en passende måde.
"Del på samme vilkår" (SA)
Dette element betyder at bearbejdede versioner af værket kun må spredes videre, hvis de også er underlagt denne licens.
"Ingen bearbejdelser" (ND)
Fraværet af dette element betyder at man gerne må fremstille og sprede bearbejdede versioner (naturligvis under hensyntagen til de øvrige elementer i licensen).
"Ikke-kommerciel" (NC)
Fraværet af dette element betyder at andre gerne må udnytte værket og (evt. bearbejdede versioner af det) kommercielt.

## Creative Commons-licenser

### Eksempler
Eksempler på CC-licenser:
- CC BY-SA - Creative Commons Navngivelse/Del på samme vilkår er en Creative Commons-licens, der rummer elementerne "Navngivelse" og "Del på samme vilkår".
- CC BY-NC
- CC BY-NC-SA
- CC BY-ND
- CC BY-NC-ND

### Tre udtryksmåder
Licensen udtrykkes på tre måder:
- "Commons Deed" – en kort beskrivelse af vilkårene
- "Legal Code" – den formelle version, altså den egentlige aftale
- "Digital Kode" – en maskinlæsbar gengivelse af licensen, så den kan benyttes af søgemaskiner og andre programmer.

### Versioner
Licensen er udkommet i en række versioner; den nyeste er version 3.0, mens version 4 er ved at blive udarbejdet. Den nyeste version, der er oversat til dansk og tilpasset dansk lovgivning, er version 2.5.